# 第32独立砲兵旅団 (ウクライナ海兵隊)
第32独立砲兵旅団（だい32どくりつほうへいりょだん、ウクライナ語: 32-га окрема артилерійська бригада）は、ウクライナ海兵隊の旅団。第30海兵軍団隷下。

## 歴史

### 第二次世界大戦
1941年7月10日、第二次世界大戦の影響に伴い、赤軍第261狙撃師団隷下の第816砲兵連隊（3個砲兵大隊基幹）がロシア・ソビエト社会主義共和国レニングラード州で創設された。
1941年9月から独ソ戦に投入され、枢軸国に勝利し、名誉称号「エルブロンク」を授与された。

### 冷戦期
1946年1月、クリミア州に移駐し、第28機械化師団隷下に配属された。
1980年3月、第1293独立ロケット砲大隊が新編された。
1989年12月、ソ連海軍に編入した。

### ウクライナ
1992年7月、ソビエト連邦の崩壊とウクライナの独立で創設されたウクライナ陸軍に編入し、第32軍団隷下に配属された。
1999年、ロケット砲大隊がウクライナ軍の最優秀砲兵部隊と評価された。
2003年、第816砲兵連隊が解隊され、1個ロケット砲大隊が第406砲兵連隊隷下に転属した。このときに解隊を免れた部隊が現在の第32独立砲兵旅団である。第816連隊全隊ではなく、1個大隊でしかなかったため、部隊の歴史、栄誉は継承されなかったが、現在もメディアでは第816連隊の末裔や子孫と紹介されている。

### ドンバス戦争
2016年3月31日、ドンバス戦争の影響に伴い、ウクライナ海軍第406独立砲兵旅団隷下のロケット砲大隊を基幹に第32ロケット砲兵連隊が創設され、8月からドンバス戦争に投入された。

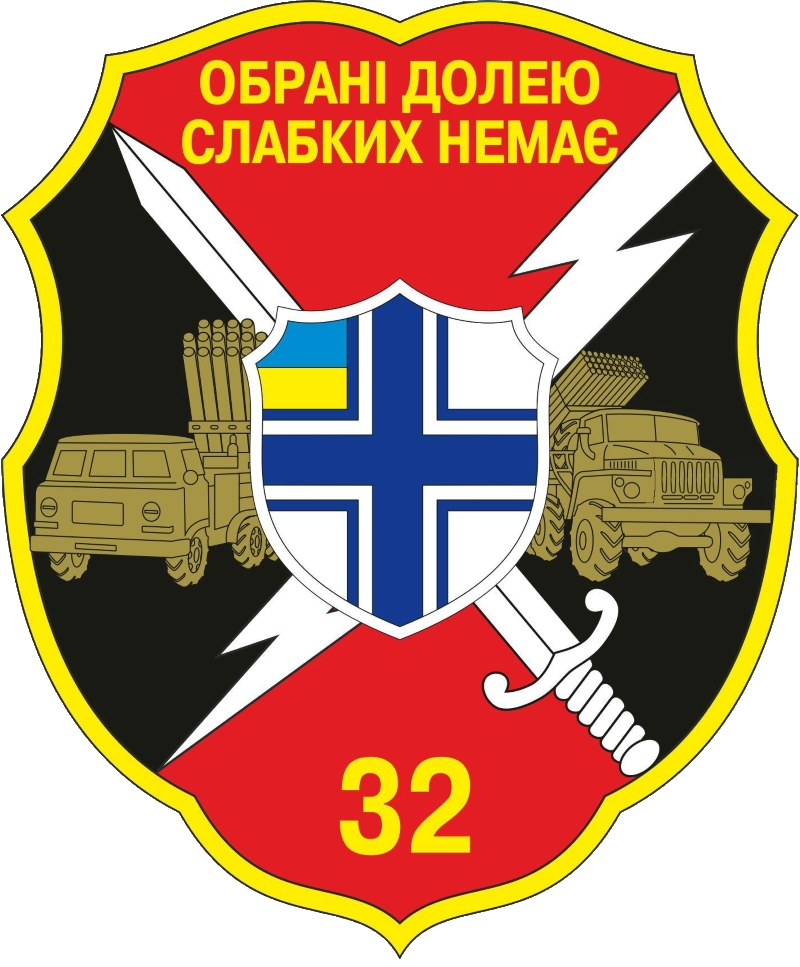
旧ウクライナ海軍第32ロケット砲兵連隊章
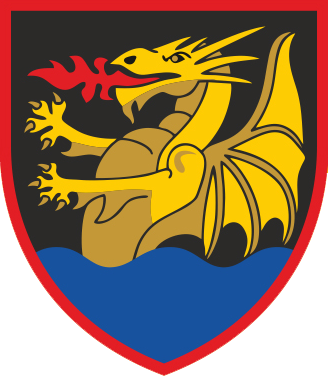
ウクライナ海軍第32ロケット砲兵連隊章

### ロシアのウクライナ侵攻

#### 北東部・イジューム戦線

第32独立砲兵旅団旗

2021年11月からドンバス戦争で最前線の東部ドネツィク州とルハーンシク州の州境に配備されていたため、2022年2月24日のロシアのウクライナ侵攻はそのまま開戦した。侵攻前日の23日は休養日で団員は街をブラついており「部隊に戻りたくないな～」と思っていた矢先に侵攻が開始された。
2月末にロシアと国境を接する北東部ハルキウ州に再配置され、ヴォウチャンシク方面に展開した。団員のひとりは侵攻前に心臓発作を起こしてハルキウの病院に入院していたが、リハビリ期間中にロシア軍が攻めてきたためハルキウでの撃退にプライベートで参加したと云う。
以降は5月まで東部ドネツィク州と接するイジューム方面、リマン方面に展開した。ドネツィク州の村のひとつでは、川を挟んだ対岸で住民が親ウクライナ派と親ロシア派に別れており、飲食した結果とくに問題はなかったが、戦闘以外にも住民が提供する食事やコーヒーに警戒することとなり神経をすり減らした。
2023年5月23日、ウクライナ海軍からの独立で創設されたウクライナ海兵隊に編入した。

#### 南部・ドニエプル川戦線
2024年3月、南部ヘルソン州に再配置され、第140独立偵察大隊、第73海軍特殊作戦センターと共にドニエプル川西岸に展開した。
2024年4月、部隊増強に伴い、第32独立砲兵旅団に改編された。ウクライナ国産の2S22 ボグダナ自走榴弾砲が配備された。

## 編制
- 旅団司令部（アルテストヴェ）
- 第1砲兵大隊
- 第2砲兵大隊
- 第3砲兵大隊
- 砲兵偵察大隊
- 警備大隊

- 工兵中隊
- 整備中隊
- 兵站中隊
- 通信中隊
- NBC防護中隊
- 衛生中隊